# Vilhelm Assarsson
Per Vilhelm Gustaf Assarsson, född 22 april 1889 i Lunds domkyrkoförsamling, Malmöhus län, död 11 oktober 1974 i Oscars församling, Stockholms län, var en svensk diplomat. Han var chef vid Sveriges beskickning i Lima 1935–1937, i Mexico City 1937–40 och i Moskva 1940–44.

## Biografi
Assarsson bedrev sina studier vid Lunds universitet och blev juris kandidat där 1911, varefter han gjorde tingstjänstgöring. År 1916 värvades han av Utrikesdepartementet (UD) som attaché, och blev två år senare placerad i Berlin som tillförordnad legationssekreterare. År 1919 var han tillbaka på UD, och 1921 utsågs han där till tillförordnad chef vid 1:a politiska byrån, legationsråd och chef för den juridiska byrån. I egenskap av legationsråd fick han sin tjänst 1923 förlagd i Washington, och sändes därefter som chargé d'affaires till Mexiko 1929. År 1930 blev han legationsråd i Moskva. På denna post stannade han till 1935, även i egenskap av konsul och generalkonsul i Leningrad. Därefter sändes han till Sydamerika som envoyé i Peru (sidoackrediterad till Bolivia, Colombia, Ecuador och Venezuela). Från 1938 placerades han sedan i Centralamerika som envoyé i Mexiko (sidoackrediterad till Costa Rica, El Salvador, Guatemala, Honduras, Kuba, Nicaragua och Panama).
År 1940 utsågs Assarsson till envoyé och beskickningschef i Moskva, och ingick därför i delegationen vid de svensk-sovjetiska handelsförhandlingarna samma år. Vid Nazitysklands invasion av Sovjetunionen 1941 flyttade legationen till Kujbysjev, där den förblev till 1943. I december 1943 förklarades Assarsson persona non grata av den sovjetiska regeringen och han tvingades lämna landet i början av 1944. Sovjet motiverade sitt beslut med att en svensk militärattaché, kapten Hans Nygren, skulle ha vidarebefordrat sovjetiska militära hemligheter till Tyskland. Från svenskt håll hade man svårt att tolka det sovjetiska agerandet och vid hemkomsten utsågs Assarsson till biträdande kabinettssekreterare, en tjänst som inrättats speciellt för Assarsson då man från svensk sida var angelägen om att visa att regeringen hade fortsatt förtroende för honom. Första hälften av 1945 tjänstgjorde Assarsson periodvis som tillförordnad kabinettssekreterare, eftersom ordinarie kabinettssekreterare Erik Boheman uppehöll posten samtidigt som han var svenskt sändebud i Paris. Han efterträddes som biträdande kabinettssekreterare av Leif Belfrage, som blev ordinarie kabinettssekreterare 1953.
Assarsson gick i pension 1955. Vid sidan av den ordinarie tjänsten var han styrelseledamot i bland annat Tessinsällskapet (till 1959), AB Bahco och Contactor Co. Assarsson var son till professorn i juridik Pehr Assarsson (1838–1894) och Gustafva Flensburg (1867–1964), samt bror till David Assarsson (1892–1955). Han är begravd på Galärvarvskyrkogården i Stockholm.

## Utmärkelser

### Svenska utmärkelser
- Riddare av Nordstjärneorden, 1926.[7]
- Kommendör av första klassen av Nordstjärneorden, 5 juni 1937.[8]
- Kommendör med stora korset av Nordstjärneorden, 6 juni 1945.[9]

### Utländska utmärkelser
- Officer av Brittiska Imperieorden, 1921.[10][11]
- Officer av Belgiska Kronorden, 1924.[12][13]
- Storofficer av Tunisiska orden Nichan-Iftikhar, 1926.[14][15]
- Storofficer av Bolivianska Kondororden, 1937.[16][17]
- Storkorset av Peruanska Solorden, 1938.[17][18]
- Storkorset av Chilenska förtjänstorden Al Mérito, 1940.[19][20]
- Storkorset av Mexikanska Örnorden, 1940.[19][20]
- Storofficer av Colombianska Boyacáorden, 1940.[19][20]
- Storofficer av Kubanska Carlos Manuel de Céspedesorden, 1940.[19][20]
- Storkorset av Belgiska Leopold II:s orden, 1945.[21][22]
- Storkorset av Danska Dannebrogorden, 1945.[21][22]
- Storkorset av Finlands Lejons orden, 1945.[21][22]
- Storkorset av Grekiska Georg I:s orden, 1946.[22][23]
- Storkorset av Nederländska Oranien-Nassauorden, 1946.[22][23]
- Storkorset av Spanska Isabella den katolskas orden, 1946.[22][23]
- Storofficer av Venezuelas Bolivarorden, 1946.[22][23]
- Storkorset av Grekiska Fenixorden, 1947.[23][24]
- Storkorset av Kinesiska Gyllene stjärnorden, 1947.[23][24]
- Storkorset av Siamesiska Kronorden, 1947.[23][24]
- Storkorset av Tjeckoslovakiska Vita lejonets orden, 1947.[22][23]
- Storkorset av Finlands Vita Ros' orden, 1948.[24][25]
- Storkorset av Norska Sankt Olavs orden, 1948.[24][25]
- Storkorset av Brasilianska Södra korsets orden, 1949.[25][26]
- Storofficer av Franska Hederslegionen, 1949.[25][26]
- Storkorset av Argentinska förtjänstorden Al Mérito, 1952.[27][28]
- Storkorset av Abessinska Menelik II:s orden, 1953.[28][29]
- Storkorset av Franska Svarta stjärnorden, 1953.[28][30]
- Storkorset av Förbundsrepubliken Tysklands förtjänstorden, 1953.[28][30]